# Billboard Music Award for Top New Artist
Der Billboard Music Award for Top New Artist wird seit 1994 jährlich im Rahmen der Billboard Music Awards an den besten Newcomer verliehen.
Zayn Malik bekam den Award zweimal: einmal als Mitglied von One Direction bei den Billboard Music Awards 2013 und einmal nach Beginn seiner Solokarriere bei den Billboard Music Awards 2017.

## Übersicht

### 1990er
| Jahr               | Künstler       | Einzelnachweis |
| ------------------ | -------------- | -------------- |
| 1994               |                |                |
| Ace of Base        | [ 1 ]          |                |
| 1995               | [ 1 ]          |                |
| Real McCoy         | [ 2 ]          |                |
| 1996               | nicht vergeben |                |
| 1997               |                |                |
| Spice Girls        | [ 3 ]          |                |
| Dru Hill           | [ 3 ]          |                |
| Hanson             | [ 3 ]          |                |
| Puff Daddy         | [ 3 ]          |                |
| 1998               | [ 3 ]          |                |
| Next               | [ 4 ]          |                |
| Marcy Playground   | [ 4 ]          |                |
| 'N Sync            | [ 4 ]          |                |
| Jennifer Paige     | [ 4 ]          |                |
| 1999               | [ 4 ]          |                |
| Britney Spears     | [ 5 ]          |                |
| Christina Aguilera | [ 5 ]          |                |
| Lou Bega           | [ 5 ]          |                |
| Jennifer Lopez     | [ 5 ]          |                |

### 2000er
| Jahr           | Künstler       | Einzelnachweis |
| -------------- | -------------- | -------------- |
| 2000           |                |                |
| Sisqó          | [ 6 ]          |                |
| 2001           | [ 6 ]          |                |
| Lifehouse      | [ 7 ]          |                |
| Ashlee Simpson | [ 7 ]          |                |
| 2002 – 2003    | nicht vergeben |                |
| 2004           |                |                |
| Kanye West     | [ 8 ]          |                |
| Alicia Keys    | [ 8 ]          |                |
| 2005           | [ 8 ]          |                |
| Gwen Stefani   | [ 9 ]          |                |
| Fantasia       | [ 9 ]          |                |
| The Game       | [ 9 ]          |                |
| Rob Thomas     | [ 9 ]          |                |
| 2006           | [ 9 ]          |                |
| Chris Brown    | [ 10 ]         |                |
| James Blunt    | [ 10 ]         |                |
| The Fray       | [ 10 ]         |                |
| Ne-Yo          | [ 10 ]         |                |

### 2010er
| Jahr                | Künstler | Einzelnachweis |
| ------------------- | -------- | -------------- |
| 2011                |          |                |
| Justin Bieber       | [ 11 ]   |                |
| Taio Cruz           | [ 11 ]   |                |
| Kesha               | [ 11 ]   |                |
| Bruno Mars          | [ 11 ]   |                |
| Nicki Minaj         | [ 11 ]   |                |
| 2012                | [ 11 ]   |                |
| Wiz Khalifa         | [ 12 ]   |                |
| Big Sean            | [ 12 ]   |                |
| Bad Meets Evil      | [ 12 ]   |                |
| Foster the People   | [ 12 ]   |                |
| Scotty McCreery     | [ 12 ]   |                |
| 2013                | [ 12 ]   |                |
| One Direction       | [ 13 ]   |                |
| Gotye               | [ 13 ]   |                |
| Carly Rae Jepsen    | [ 13 ]   |                |
| The Lumineers       | [ 13 ]   |                |
| PSY                 | [ 13 ]   |                |
| 2014                | [ 13 ]   |                |
| Lorde               | [ 14 ]   |                |
| Bastille            | [ 14 ]   |                |
| Capital Cities      | [ 14 ]   |                |
| Ariana Grande       | [ 14 ]   |                |
| Passenger           | [ 14 ]   |                |
| 2015                | [ 14 ]   |                |
| Sam Smith           | [ 15 ]   |                |
| 5 Seconds of Summer | [ 15 ]   |                |
| Iggy Azalea         | [ 15 ]   |                |
| Hozier              | [ 15 ]   |                |
| Meghan Trainor      | [ 15 ]   |                |
| 2016                | [ 15 ]   |                |
| Fetty Wap           | [ 16 ]   |                |
| Omi                 | [ 16 ]   |                |
| Charlie Puth        | [ 16 ]   |                |
| Silentó             | [ 16 ]   |                |
| Bryson Tiller       | [ 16 ]   |                |
| 2017                | [ 16 ]   |                |
| Zayn                | [ 17 ]   |                |
| Alessia Cara        | [ 17 ]   |                |
| Desiigner           | [ 17 ]   |                |
| Lukas Graham        | [ 17 ]   |                |
| Lil Uzi Vert        | [ 17 ]   |                |
| 2018                | [ 17 ]   |                |
| Khalid              | [ 18 ]   |                |
| 21 Savage           | [ 18 ]   |                |
| Camila Cabello      | [ 18 ]   |                |
| Cardi B             | [ 18 ]   |                |
| Kodak Black         | [ 18 ]   |                |
| 2019                | [ 18 ]   |                |
| Juice WRLD          | [ 19 ]   |                |
| Bazzi               | [ 19 ]   |                |
| Dua Lipa            | [ 19 ]   |                |
| Ella Mai            | [ 19 ]   |                |
| Lil Baby            | [ 19 ]   |                |

### 2020er
| Jahr           | Künstler | Einzelnachweis |
| -------------- | -------- | -------------- |
| 2020           |          |                |
| Billie Eilish  |          |                |
| DaBaby         |          |                |
| Lil Nas X      |          |                |
| Lizzo          |          |                |
| Roddy Ricch    |          |                |
| 2021           |          |                |
| Pop Smoke      |          |                |
| Gabby Barrett  |          |                |
| Doja Cat       |          |                |
| Jack Harlow    |          |                |
| Rod Wave       |          |                |
| 2022           |          |                |
| Olivia Rodrigo |          |                |
| Giveon         |          |                |
| The Kid Laroi  |          |                |
| Masked Wolf    |          |                |
| Pooh Shiesty   |          |                |